# Guerra turco-montenegrina (1876-1878)
La guerra turco-montenegrina (in montenegrino Црногорско-турски рат, Crnogorsko-turski rat), conosciuta anche in Montenegro come la Grande Guerra (Velji rat / Вељи рат), fu combattuta tra il Principato del Montenegro e l'Impero ottomano tra il 1876 e il 1878. La guerra si concluse con la vittoria montenegrina. Furono combattute sei battaglie maggiori e 27 minori, tra cui la cruciale battaglia di Vučji Do.
Una ribellione nella vicina Erzegovina scatenò una serie di rivolte e insurrezioni contro gli ottomani in Europa. Il 18 giugno 1876 il Montenegro e la Serbia si accordarono per dichiarare guerra agli ottomani. I montenegrini si allearono con gli erzegovini e la battaglia di Vučji Do fucruciale per la vittoria del Montenegro nella guerra. Nel 1877, i montenegrini combatterono pesanti battaglie lungo i confini dell'Erzegovina e dell'Albania. Il principe Nicola prese l'iniziativa e contrattaccò le forze ottomane che provenivano da nord, sud e ovest. Conquistò Nikšić (24 settembre 1877), Bar (10 gennaio 1878), Ulcinj (20 gennaio 1878), Grmožur (26 gennaio 1878) e Vranjina e Lesendro (30 gennaio 1878).
La guerra terminò quando gli ottomani firmarono una tregua con i montenegrini a Edirne il 13 gennaio 1878. L'avanzata delle forze russe verso gli ottomani costrinse questi ultimi a firmare un trattato di pace il 3 marzo 1878, riconoscendo l'indipendenza del Montenegro, nonché della Romania e della Serbia, e aumentò anche il territorio del Montenegro da 4405 km² a 9475 km² che guadagnò anche le città di Nikšić, Kolašin, Spuž, Podgorica, Žabljak, Bar, nonché l'accesso al mare.

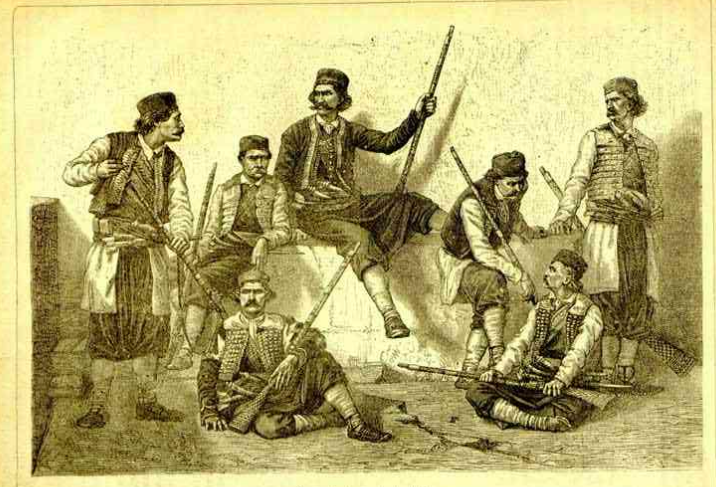
Capi clan e comandanti militari montenegrini alla vigilia della guerra nel 1876.

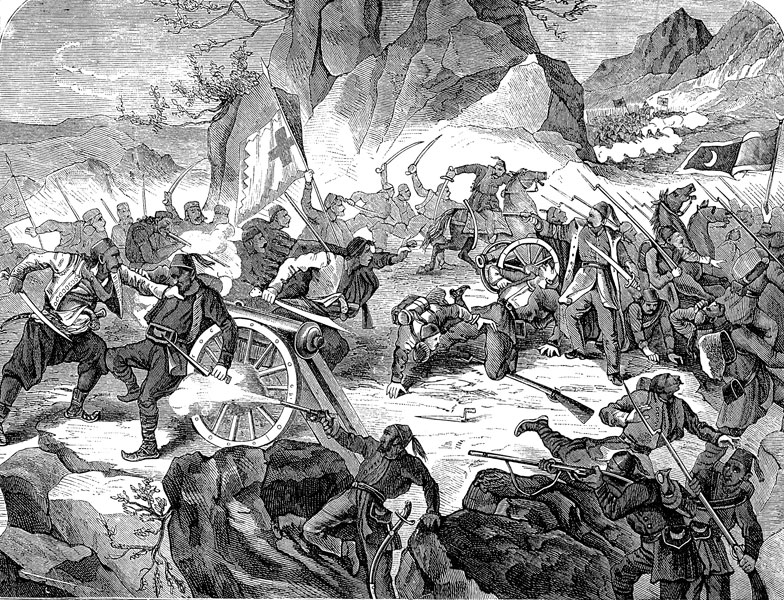
Battaglia di Vučji Do (18 luglio 1876).

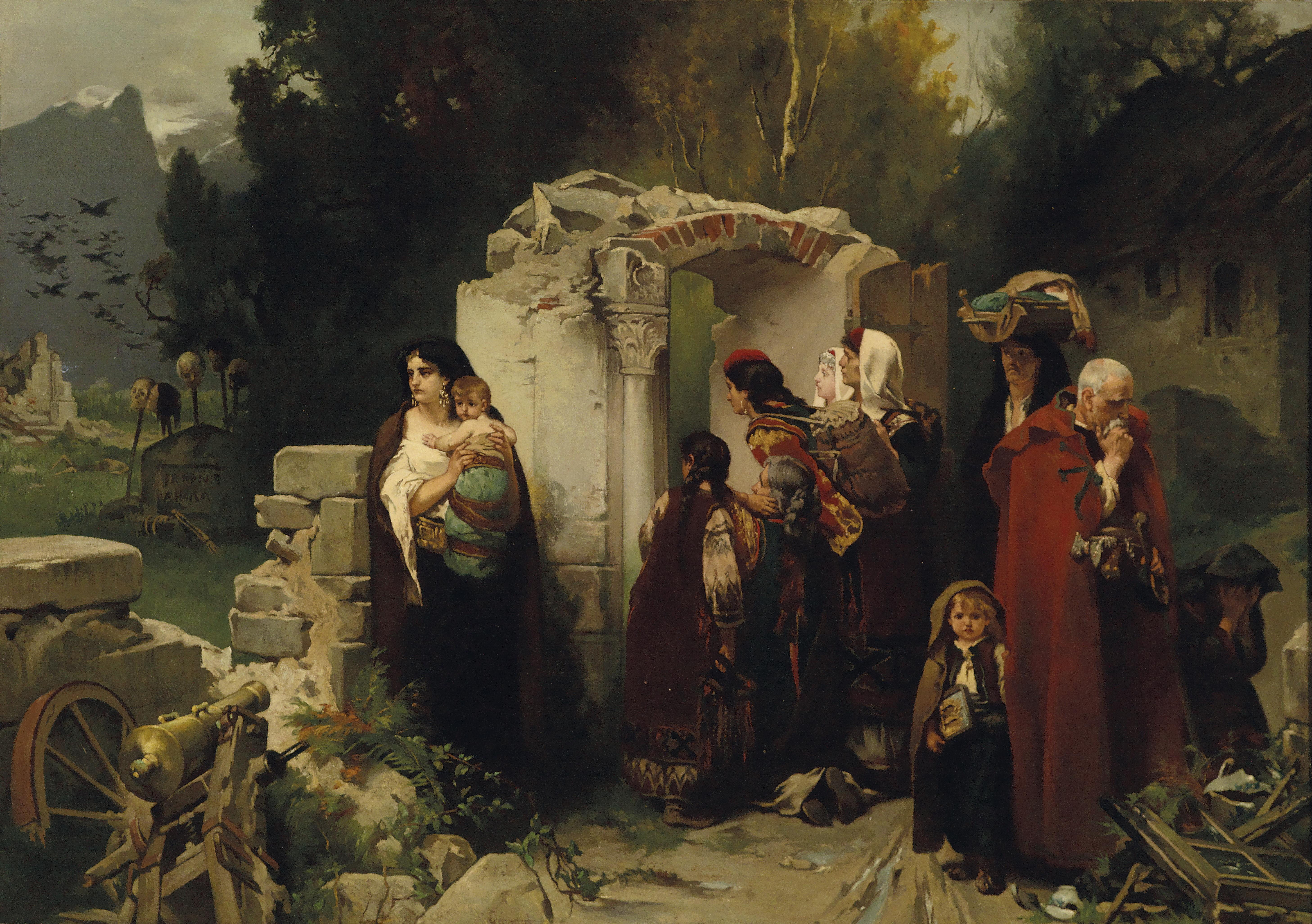
Il ritorno dei rifugiati montenegrini al loro villaggio natale, 1877

## Contesto
Nell'ottobre 1874, un influente statista ottomano, Jusuf-beg Mučin Krnjić, fu assassinato a Podgorica, che all'epoca era una città ottomana vicino al confine con il Montenegro. Si ritiene che sia stato ucciso da un parente stretto del vojvoda Marko Miljanov, un generale montenegrino che, molto probabilmente, istigò anche l'assassinio. Di conseguenza, gli ottomani lanciarono un'azione di ritorsione contro la popolazione locale e i cittadini montenegrini presenti al mercato degli agricoltori a Podgorica, l'odierna capitale del Montenegro. Si stima che 17 montenegrini disarmati siano stati uccisi. Questo evento è noto come "la strage di Podgorica" (Podgorički pokolj). Dall'evento derivarono cattive relazioni tra il Montenegro e l'Impero ottomano, che si deteriorarono ulteriormente con lo scoppio della rivolta in Erzegovina (1875). Il Montenegro condusse la rivolta, fornendo ai ribelli aiuti militari e finanziari e rappresentando i loro interessi alla Porta. Il Montenegro chiese che parte dell'Erzegovina fosse data ai montenegrini, ma la Porta rifiutò. Per questo motivo, il 18 giugno 1876 il Montenegro dichiarò guerra, subito seguito dal suo principale alleato, il Principato di Serbia.

## Guerra
All'inizio della guerra, quando Miljanov arrivò a Kuči, alla frontiera ottomana, i rivoltosi di Kuči si ribellarono e attaccarono gli ottomani. Il Pascià riempì di soldati Medun e altri piccoli forti, Fundina, Koći, Zatrijebač e Orahovo.
Le tribù di Piperi e Kuči attaccarono insieme Koći, uccidendone una piccola parte, mentre trovarono ottomani nelle case a torre che volevano distruggere con cannoni di legno. Un poema epico sulla guerra racconta come Abdi Pasha il Circasso con 20000 soldati del sangiaccato di Scutari fu inviato dal sultano ad attaccare i Kuči e Piperi. Il poema racconta come parte dell'esercito avanzò su Koći e poi combatté a Zatrijebač e Fundina.
Nella guerra turco-montenegrina, l'esercito montenegrino riuscì a conquistare alcune aree e insediamenti lungo il confine, incontrando una forte resistenza da parte degli albanesi a Ulcinj e da una forza combinata albanese-ottomana nelle regioni di Podgorica-Spuž e Gusinje-Plav. In quanto tali, i guadagni territoriali del Montenegro erano molto più piccoli. Alcuni musulmani e la popolazione albanese che vivevano vicino all'allora confine meridionale furono espulsi dalle città di Podgorica e Spuž. Queste popolazioni si stabilirono nella città di Scutari e nei suoi dintorni.

## Importanti battaglie
- Battaglia di Vučji Do (18 luglio 1876)
- Battaglia di Fundina (2 agosto 1876)